# Axel Reuterholm
Axel Gottlieb Reuterholm, född 15 september 1714 i Stockholm, död där 13 september 1763, var en svensk friherre, politiker och dagboksförfattare.
Axel Reuterholm var son till Nils Reuterholm. Han ingick 1732 som extraordinarie kanslist i Krigsexpeditionen, blev 1743 auskultant i Kammarkollegium och 1745 direktör vid Kontrollverket. 1754 utnämndes han till kammarherre och 1762 till kammarråd. Reuterholm började tidigt intressera sig för politiken, och i slutet av 1740-talet såg det ut som han skulle bli en av mössornas ledare. Han hade då nära kontakt med ryske ministern Nikita Panin. På 1750-talet närmade han sig dock hovpartiet, och vid riksdagen 1755–1756 var han en av hovpartiets mera betydande företrädare. Hans motståndare genomdrev där hans uteslutande ur Riddarhuset. Detta beslut upphävdes vid riksdagen 1760–1762, och Reuterholm tog fortfarande del i politiken i en moderat anda. Reuterholms litterära intressen syns småningom ha börjat överväga de politiska. Han var bildad och tillhörde kretsen kring Hedvig Charlotta Nordenflycht, Gustaf Philip Creutz och Gustaf Fredrik Gyllenborg. 1732–1742 förde Reuterholm dagbok, av vilken anteckningarna för 1737 och 1738 finns bevarade och har utgetts av Henrik Schück, dels i form av referat, dels som utdrag under titeln Ur Axel Reuterholms dagbok (1921).